# Kostel svatého Stanislava (Hynčina)
Kostel svatého Stanislava v Hynčině je barokní stavba z roku 1722. Kostel s bohatě zdobeným interiérem byl v roce 1958 zapsán na seznam kulturních památek.

## Historie
Hynčina byla poměrně brzy farní vsí, kostel stával původně na kopci zvaném Kirchberg. Po příchodu nových osadníků z Bavorska byl v 16. století postaven nový, zprvu dřevěný kostelík. V roce 1600 byl zvětšen a zasvěcen svatému Stanislavovi. Tato stavba byla roku 1722 nahrazena kamenným kostelem (podle jiných zdrojů v roce 1725), v roce 1785 tu byla zřízena lokálie a v roce 1843 fara. Věž kostela byla upravena v letech 1851-1854. Střecha byla pokryta břidlicí, původní kopule věže byla nahrazena vysokým jehlanem. Roku 1910 byly instalovány nové varhany od krnovského mistra Gustava Nitsche. Od roku 1991 byl kostel postupně opravován. V roce 2006 bylo upraveno okolí kostela – ohradní zeď a přístupové cesty. Celková rekonstrukce byla dokončena v roce 2012.

## Popis kostela

### Exteriér
Areál kostela se hřbitovem obklopený kamennou ohradní zdí je situován na vysokém kopci na okraji obce. Ve výklenku jihovýchodního úseku ohradní zdi stojí kamenný kříž zv. Hoffmannův.
Orientovaná jednolodní plochostropá stavba bez architektonického detailu s nepatrně odsazeným, rovně ukončeným kněžištěm s uťatými rohy. Na severní straně přiléhá ke kněžišti čtyřboká, valeně zaklenutá sakristie. K obdélné lodi na západě přiléhá hranolovitá věž s jehlancovou střechou. Na severní straně je přístavek vyplňující roh věže a lodi, odkud vedou schody na kruchtu a věž. Hladké fasády jsou prolomeny okny s půlkruhovým záklenkem – třemi na jižní a dvěma na severní straně lodi. V presbytáři jsou dvě okna. Hlavní vstup do kostela je podvěžím, boční je umístěn v jižní stěně lodi.
 Věž má na čelní straně nad hlavním vchodem čtyři pravoúhlá okna, stejně jako na jižní straně. Na severní straně jsou okna tři a na východní jedno. Nad okny pod římsou věže jsou umístěny kulaté ciferníky hodin. Střecha kostela je sedlová, nad presbytářem zvalbená. Na hřebenu střechy na východní straně je umístěna kovová ornamentální aplikace.

### Interiér
Hlavní loď i poněkud užší presbytář mají plochý strop. Odděleny jsou plným vítězným obloukem. V severní zdi je vstup do sakristie. V západní části lodi je dřevěný kůr s varhanami nesený dvěma kanelovými (žlábkovanými) sloupy s ozdobnými hlavicemi.
Interiér je bohatě zdobený malbou a štukovým dekorem. Tři nástropní malby s novozákonními motivy ve štukových zrcadlech představují Klanění tří králů (presbytář), Nevěřícího Tomáše (hlavní loď u vítězného oblouku) a Zvěstování Panny Marie (nad kruchtou). V levém rohu vítězného oblouku je zobrazena starozákonní legenda o měděném hadu a po pravé straně žehnající postava u kříže. V presbytáři jsou vedle hlavního oltáře s obrazem sv. Stanislava dvě velké nástěnné malby s výjevy ze života tohoto světce.
Součástí zařízení kostela jsou dřevořezby dvou adorujících andělů (snad ze zrušeného oltáře) ze druhé čtvrtiny 18. století a kropenka datovaná rokem 1617 s kanelovanou nohou a mísovitou nádobou. Zvon ve věži (s reliéfem lví hlavy a nápisovým vlysem ulil roku 1599 Jan Benešovský.